# 갈탄

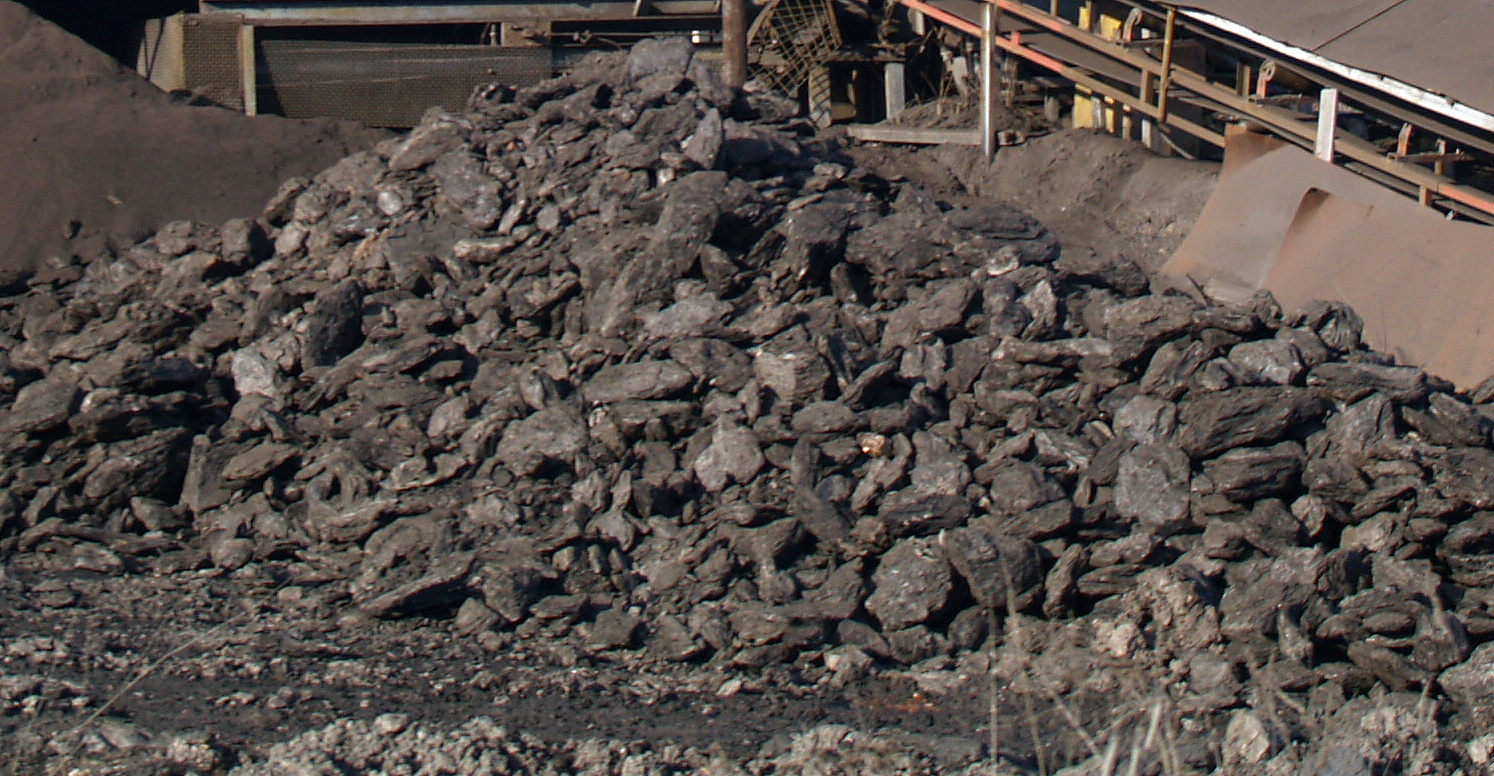
갈탄 더미.

갈탄(褐炭, 영어: lignite) 또는 갈색탄(褐色炭, 영어: brown coal)은 석탄의 한 종류로, 가정용이나 기타 연료로 쓰는 가장 질이 낮은 석탄이다. 한반도에서는 함경북도 새별군과 화대군, 어랑군에서 채탄된다. 역청탄에 비해 탄화도가 낮으며 때때로 수분 함량이 66%가 넘어갈 정도로 많은 수분이 있으며, 재도 많다. 수분과 재가 많기 때문에 건조시키면 가루가 된다.
광물이 없는 축축한 상태의 갈탄은 대략 2400KJ/kg에서 4700KJ/kg의 열량을 낼 수 있다. 4배위 암모늄 양이온과 반응하면 ATL(Amine Treated Lignite)이라는 화합물이 생성된다. ATL은 굴착 이수에 유체 손실을 막기 위해 사용한다.
좀 더 질 좋은 석탄과 비교할 때, 갈탄은 낮은 에너지 밀도 때문에 운송 수단의 연료로 사용되기에는 비효과적이며, 국제 시장에서 광범위하게 거래되지 않는다. 갈탄은 산지와 가까운 화력 발전소에서 사용되는 경우가 많다.

## 활용도

### 연료로 사용
갈탄은 지표 근처의 두꺼운 층에서 발견되는 경우가 많기 때문에 채굴 비용이 저렴하다. 그러나 갈탄은 에너지 밀도가 낮고 부서지기 쉬우며 일반적으로 수분 함량이 높기 때문에 운송이 비효율적이며 고급 석탄에 비해 세계 시장에서 널리 사용되지 않는다. 갈탄은 광산 근처의 발전소에서 연소되는 경우가 많다.

### 농업에서
갈탄의 환경적으로 유익한 사용은 농업 분야이다. 갈탄은 식물성 원료로 사용된다, 토양 비료로, 토양의 양이온 교환과 인 가용성을 개선하는 동시에 중금속 가용성을 줄인다, 상업용 휴마테스 K보다 우수할 수 있다.

### 산업용 흡착제로서
갈탄은 산업용 흡착제로서 잠재적인 응용 분야가 있다. 실험 결과, 메틸렌 블루의 흡착은 활성탄의 범위 내에 속하는 것으로 나타났다. 현재 업계에서 사용 중이다.

### 집 난방
갈탄은 가정 난방을 위해 목재를 대체하거나 이들과 함께 사용되었다. 이를 위해 일반적으로 연탄으로 누른다. 갈탄은 태울 때 나는 악취 때문에 더 값비싼 경질 석탄에 비해 가난한 사람들의 연료로 여겨지곤 했다. 독일에서는 여전히 연탄을 주택 개량 상점과 슈퍼마켓에서 최종 소비자가 쉽게 구할 수 있다.

## 한국
경상북도 포항시의 신생대 제3기 장기층군 중부에는 갈탄층이 협재되어 있다.

## 같이 보기
- 석탄
- 연탄
- 무연탄
- 역청탄
- 이탄